# سيون فافيني تالياولي
سيون فافيني تالياولي هو ملاكم تونغي، مثّل بلاده في الألعاب الأولمبية الصيفية 1988.

## روابط خارجية
سيون فافيني تالياولي على موقع أوليمبيديا (الإنجليزية)
- سيون فافيني تالياولي على موقع اتحاد ألعاب الكومنولث (مؤرشف) (الإنجليزية)